# Quelques jours entre nous
Pour plus de détails, voir Fiche technique et Distribution.
Quelques jours entre nous est un téléfilm français de Virginie Sauveur diffusé en avant-première au Festival du film de télévision de Luchon en 2003 et diffusé en 2004 sur Arte.

## Synopsis
Depuis la mort accidentelle de leurs parents, un an et demi plus tôt, Vincent, 23 ans, et sa sœur Alice, 17 ans, vivent seuls dans l’appartement familial parisien. Vincent a abandonné ses études pour travailler dans un chantier de démolition dirigé par son oncle Michel et subvenir ainsi à leurs besoins.
En pleine adolescence, Alice se révèle de moins en moins contrôlable et Vincent supporte mal son désir d’émancipation. Lui-même est tiraillé entre le sentiment de responsabilité qui l’habite vis-à-vis de sa petite sœur et sa vie d’homme. Il n’a d’ailleurs toujours pas révélé à Alice sa liaison avec Juliette, une jeune femme mariée.
Un jour, Thomas, leur aîné, rentre du Brésil sans prévenir et s’installe dans l’appartement. Son retour perturbe l’équilibre instable qu’Alice et Vincent étaient parvenus à maintenir jusque-là. Des conflits anciens resurgissent. Quelques jours de vérité pour la fratrie pendant lesquels chacun devra à sa manière construire ou inventer sa place.

## Fiche technique
- Réalisation : Virginie Sauveur
- Scénario : Virginie Sauveur
- Directeur de la photographie : Chicca Ungaro A.I.P.
- photographe de plateau : Sylvie Biscioni
- Année de production : 2003
- Les Producteurs : David Kodsi et Jean-Michel Quilici
- Société de production : Link's Productions
- Production : Arte France
- Directeur de production : Malek Hamzaoui
- Administrateurs de production : Panayota Papaikonomou et Alain Tertre
- Directeur littéraire : Stéphane Strano
- Scripte : Chantal Le Roch
- Directrice de casting : Agathe Hassenforder
- Régisseur général : Bruno Chariani
- Régisseur adjoint : Bruno Fortune
- Ingénieur du son : Michel Lesaffre
- Chef costumière : Karine Serrano
- Chef Maquilleuse : Mayté Alonso Alonso-Pedron
- Chef décoratrice : Catherine Keller
- Musique originale : Anne-Olga De Pass, Lorraine Garnier et Thierry Meyer
- Genre : Drame
- Durée : 90 minutes
- Date avant-premières  18 octobre 2003
- Date diffusion  11 juin 2004
- Pays d'origine :   France

## Distribution
- Cyrille Thouvenin: Vincent
- Ludovic Bergery: Thomas
- Sara Forestier :  Alice
- Alessandra Martines : Juliette
- Frédéric Pierrot : Michel
- Louise Szpindel : Clara
- Jackie Berroyer : M. Loiret
- David Pinganaud : Nicolas
- Bruno Paviot: Ami Thomas
- Thierry de Carbonnières : Père Clara
- Fabienne Luchetti : Mère Clara
- Arnaud Duléry : Un ouvrier de chantier

## Récompense

### AuFestival du film de télévision de Luchon
En  2004 : Le jury, présidé par Francis Huster
- Grand Prix de la fiction
- Prix du jeune espoir masculin Cyrille Thouvenin
- Prix du jeune espoir féminin Sara Forestier
- Prix du Meilleur second rôle Frédéric Pierrot

### AuFestival de Gemenos
- Prix du meilleur film

### AuFestival de Saint-Jean-de-Luz
En  2004 : Le jury, présidé par Gérard Krawczyk
- Chistera d’argent
- Prix France Bleu du meilleur film
- Prix TV5 pour le Meilleur Film
- Prix du public
- Prix du jury jeune